# Verdens værste mor
|  | Denne artikel er oprettet af botten PalnaBot ud fra en ekstern database. Den kan derfor have sproglige fejl eller mangler. Denne skabelon kan fjernes efter kontrol af indholdet. |

Verdens værste mor er en film instrueret af Liller Møller.

## Handling
Der er magi og fantasi i denne musikvideo for børn. Her er ingen grå hverdage, men sære væsener og glade børn med tryllestøv i lommen og lyst til fis og ballade. Vi kører en tur med verdens værste mor.